# Brachyphaea fagei
Brachyphaea fagei är en spindelart som beskrevs av Lodovico di Caporiacco 1939. Brachyphaea fagei ingår i släktet Brachyphaea och familjen flinkspindlar.
Artens utbredningsområde är Etiopien. Inga underarter finns listade.